# Sergej Skripal'
Sergej Viktorovič Skripal' (in russo Сергей Викторович Скрипаль?, Sergey Viktorovich Skripal; Kiev, 23 giugno 1951) è un ex agente segreto sovietico naturalizzato britannico.
Membro dell'intelligence militare, è stato collaboratore del GRU col grado di colonnello.
Nel 2006 è stato condannato in Russia per alto tradimento a seguito di attività di spionaggio a favore dei servizi segreti britannici ed è stato privato del grado militare. Dopo aver ottenuto l’indulto ed essere stato inserito nello scambio di spie tra Russia e USA, dal 2010 vive nel Regno Unito, dove ha ottenuto la cittadinanza britannica.
Il 4 marzo 2018, insieme alla figlia Julija, è sopravvissuto a un tentativo di avvelenamento messo in atto a Salisbury, città in cui abitava, mediante uso di gas nervino, con una sostanza detta Novičok (Новичок). Secondo il governo britannico, «c'è un'alta probabilità» che la Russia sia coinvolta nell'avvelenamento. Le autorità russe hanno respinto le accuse.

## Biografia
Sergej Viktorovič Skripal' è nato il 23 giugno 1951 a Kiev. Nel 1972 si è diplomato come guastatore paracadutista nella Scuola Militare di Kaliningrad. Dopo la scuola, si è iscritto all’Accademia Militare Kujbyšev, specializzandosi in paracadutismo. Dalle truppe aviotrasportate viene trasferito alla intelligence centrale militare GRU. Nel 1999 va in pensione con il grado di colonnello. Fino al 2001 lavora nell'amministrazione del Ministero degli affari esteri russo, poi nel Ministero del Territorio della regione di Mosca. Insegna anche nell’Accademia Militare Diplomatica. Allo stesso tempo, ha condotto anche attività commerciali: all'inizio del 2000, con una quota del 10%, è comproprietario dell’azienda “Yuniexpl” (Юниэкспл), impegnata in operazioni di sminamento, conduzionidi esplosivi speciali e opere di bonifica di munizioni e attrezzature militari obsolete. L’azienda è stata chiusa nell'agosto 2016.

## Il procedimento penale in Russia
Il 15 dicembre 2004 l'FSB lo ha arrestato con l'accusa di collaborazione con l’intelligence britannica. Nel corso delle indagini del procedimento penale, avviato secondo articolo 275 del codice penale russo («alto tradimento»), si è scoperto che Skripal' era stato reclutato dall'MI6 nel 1995, mentre prestava servizio militare all'interno del GRU.
Ciò era avvenuto durante un viaggio di lavoro in Spagna, dove Skripal’ lavorava come addetto militare dell’ambasciata russa.
Secondo lo storico dei servizi segreti Valerij Malevann, ex generale del GRU, per reclutare Skripal' era stata utilizzata la cosiddetta «trappola al miele», che nel gergo dello spionaggio implica un rapporto intimo con il soggetto che viene reclutato. Secondo altre fonti, il patto di collaborazione era retribuito. Il reclutamento di Skripal' era stato organizzato da Pablo Miller, spia britannica di alto livello che lavorava in incognito con il nome di Antonio Álvarez de Hidalgo.
Tornato dalla Spagna, è stato a capo dell'ufficio del personale del GRU e per questo conosceva bene le persone che lavoravano nell'ambito dello spionaggio militare russo. Grazie a lui, i servizi segreti britannici MI6 hanno ricevuto informazioni riguardanti decine di agenti russi all'estero. Dopo essere stato licenziato dal corpo militare alla fine del 1999, ha continuato a collaborare con l’intelligence britannica; per incontrare i suoi referenti ha viaggiato all'estero, in Spagna, a Malta e nel Regno Unito.
Le investigazioni russe hanno confermato i sospetti sulla sua collaborazione con diplomatici britannici accreditati a Mosca, ma anche che i contatti avuti in Gran Bretagna sono stati con agenti dei servizi segreti MI-6. Skripal ha passato agli inglesi informazioni segrete sugli obbiettivi militari russi, tra questi quelle riguardanti il cosmodromo militare Pleseck nella regione di Arcangelo, per un totale di circa 20 000 documenti top secret. Le informazioni coperte dal segreto di stato che Skipral' ha passato agli inglesi, dopo il congedo dal servizio militare, gli sono pervenute grazie all'aiuto di ex colleghi. Secondo gli inquirenti, Skripal ha inferto un grave danno alle capacità difensive e di sicurezza della Russia. Secondo l'FSB (Federal'naja služba bezopasnosti), per ottenere informazioni da lui, i rappresentanti dei servizi segreti britannici hanno pagato una ricompensa in valuta estera per ciascun incontro. Disponeva di un conto intestato in una banca spagnola, su cui ogni mese gli veniva accredito del denaro. La collaborazione con i servizi segreti britannici è durata nove anni e gli ha permesso di guadagnando in tutto oltre 100 000 dollari.
L’FSB ha valutato la scala dei danni arrecati dal suo spionaggio come paragonabile a quella provocata dal "super agente" Oleg Pen'kovskij.
Nel corso delle indagini, Skripal' si era dichiarato colpevole. Ha fornito prove dettagliate sulle sue attività, che sono state prese in considerazione dalla corte come circostanze attenuanti nell'emanare la sentenza di condanna, pronunciata il 9 agosto 2006 dal tribunale militare di Mosca, con cui veniva privato di tutti i titoli e condannato a tredici anni di reclusione in un penitenziario di massima sicurezza. Fu inoltre privato dalla cittadinanza russa.

## Indulto
Il 9 luglio 2010, il presidente della Russia, Dmitrij Medvedev, firmò un decreto per la concessione dell’indulto a lui e ad altri tre cittadini russi, in accoglimento delle loro richieste. In questo caso, si è tenuto conto del fatto che tutti i condannati già scontavano la pena (al momento dell’indulto, Skripal' si trovava in carcere da circa cinque anni e mezzo). L’indulto è stato concesso nell'ambito di uno scambio di quattro cittadini russi che stavano scontando in patria una condanna per spionaggio in favore di Stati Uniti e Regno Unito, con dieci cittadini russi, agenti dei servizi segreti russi, che erano stati arrestati negli Stati Uniti nel giugno 2010. Secondo il sito Lenta.ru, la lista dei prigionieri russi per lo scambio era stata proposta dalle autorità americane. Secondo la BBC, è stato il Regno Unito a insistere per inserire Skripal' nella lista, poiché lo considerava «un agente particolarmente valido». Il Regno Unito ha garantito a Skripal' pensione e garanzia di tutela in caso di problemi.
La casa in cui  Skripal' si è sistemato a Salisbury vale 350 000 sterline.

## Attività nel Regno Unito
Dopo essere stato liberato, Skripal' si è stabilito con la famiglia (la moglie, unn figlio e una figlia) nel sud-ovest della Gran Bretagna, nel piccolo paese di Salisbury, dove viveva anche Miller, il veterano dei servizi segreti britannici che lo aveva reclutato. Nel Regno Unito Skripal' tenne delle conferenze sull'intelligence militare russa al MI6 e ai cadetti delle accademie militari e prestò anche servizi di consulenza su questioni di intelligence militare. In particolare, a scopo didattico, raccontò ai servizi segreti stranieri i metodi operativi dell'intelligence russa, i modi mediante cui questa penetrava nei paesi occidentali, le sue tecniche di reclutamento e anche i metodi per poterla contrastare in maniera efficace. Il quotidiano britannico The Telegraph riferisce che Skripal' mantenne rapporti stretti con il britannico Christopher Steele, ex membro dell'intelligence britannica MI6 che aveva lavorato presso l'agenzia investigativa privata Orbis Business Intelligence e che preparò e consegnò alle autorità statunitensi il "dossier russo" su Donald Trump.

## Avvelenamento a Salisbury

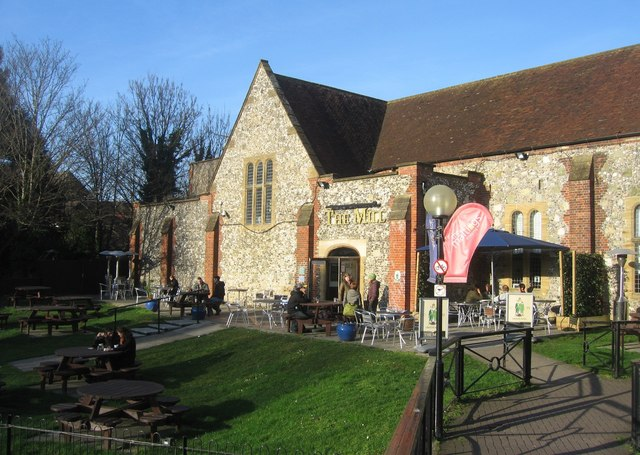
Pub da lui frequentato insieme alla figlia il giorno dell'avvelenamento

Domenica 4 marzo 2018, alle 16:15 GMT, Skripal' e la trentatreenne figlia Julia, arrivata da Mosca per trovare il padre, sono stati trovati svenuti su una panchina nei pressi di un centro commerciale a Salisbury, in apparenza senza lesioni fisiche. Sono stati immediatamente ricoverati nell'ospedale della città in stato di grave avvelenamento da gas nervino. Entrambi sono entrati in coma.
A seguito dell'accaduto, sono state ventuno in totale le persone che si sono sentite male, tra cui Nick Bailey, il primo agente sopraggiunto sulla scena del crimine.
Il capo antiterrorismo di Scotland Yard ha dichiarato che è stato avvelenato con del gas nervino, poi identificato come arma chimica della classe Novičok. Salisbury si trova a 12 km da Porton Down, unica struttura militare in Gran Bretagna autorizzata a detenere armi chimiche. Le autorità britanniche hanno rubricato l'avvelenamento come tentato omicidio.
La parte russa ha riferito che non dispone di ulteriori informazioni sull'accaduto e ha espresso il suo consenso a collaborare alle indagini.
Le autorità britanniche hanno reagito molto duramente all'avvelenamento, evento che ha portato a un’escalation nei rapporti bilaterali russo-britannici.
In un'intervista rilasciata dopo il fallito tentativo di omicidio subito a Salisbury, la figlia Yulia concesse un'intervista in cui rassicurava sulle proprie condizioni di salute e su quelle del padre.

## Famiglia
In cinque anni Skripal' ha perso tre membri della sua famiglia.
Nel 2016 è morto il fratello maggiore.
Nell'ottobre del 2012, all'età di cinquantanove anni, è morta in Gran Bretagna la moglie Ljudmila a causa di un tumore dell'endometrio.
Suo figlio Aleksandr (1974-2017) è morto di insufficienza epatica acuta durante un viaggio a San Pietroburgo. Skripal' riuscì a organizzare l’espatrio della salma dalla Russia e a darle sepoltura accanto a quella della madre nel cimitero di Salisbury.